# 梅什科四世

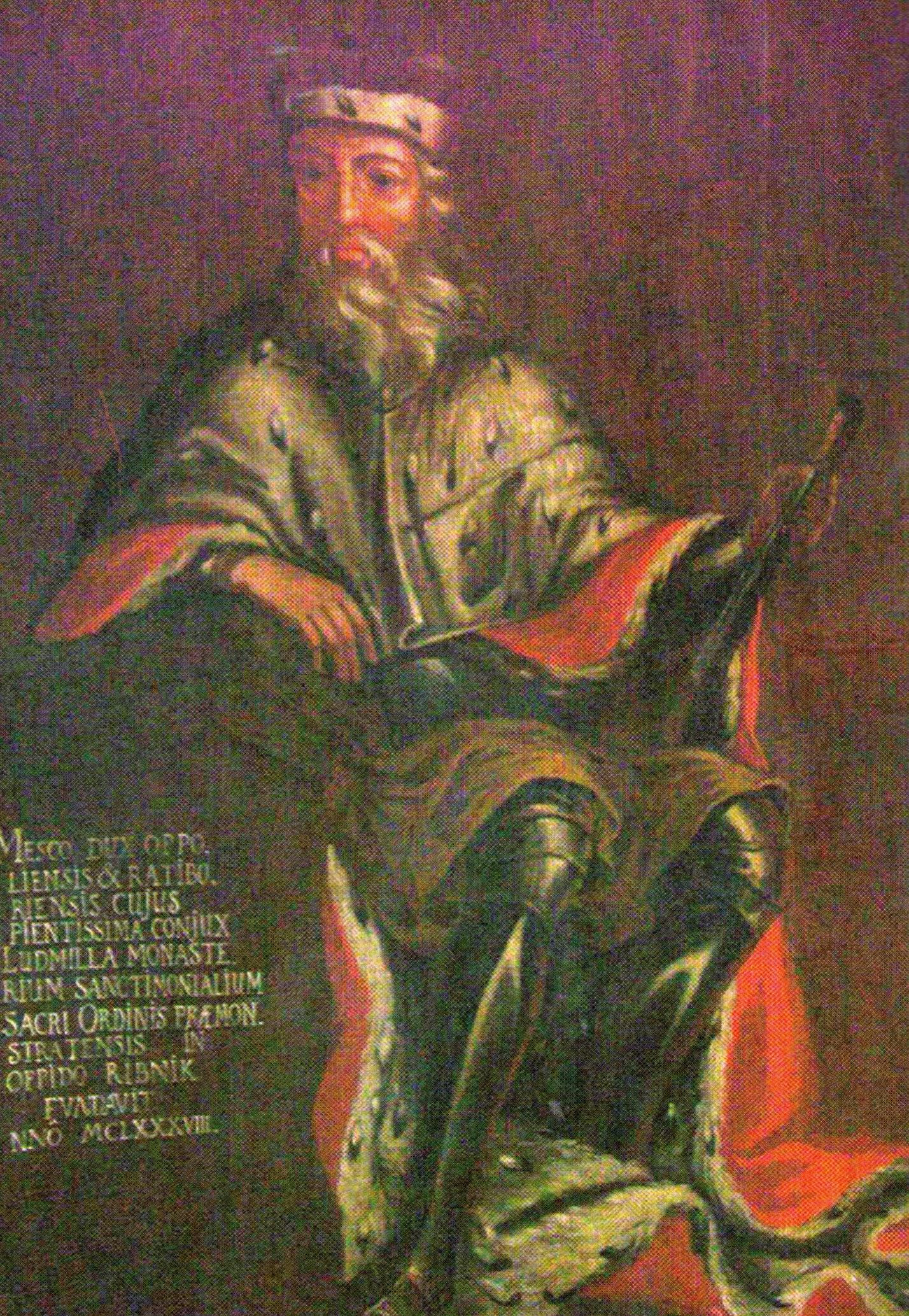
梅什科四世

梅什科四世（跛子）（波蘭語：Mieszko IV Plątonogi；1132年/1146年—1211年5月16日），西里西亞公爵（1163年－1173年）（與兄長波列斯瓦夫一世共治）及短暫成為波蘭最高的公爵克拉科夫大公（1210年－1211年）。

## 生平
梅什科四世是波蘭公爵瓦迪斯瓦夫二世的次子，母親為奧地利藩侯利奧波德三世的女兒巴奔堡的阿格妮絲。
1146年5月，父親瓦迪斯瓦夫二世遭其同父異母的弟弟推翻，梅什科四世跟隨父親流亡到德意志投靠母親同母異父的兄長德意志國王康拉德三世。自此波蘭大公的位置，便由其弟波列斯瓦夫四世取而代之。
由於波蘭大公之位的爭議，康拉德三世的繼承人腓特烈一世召開帝國會議為瓦迪斯瓦夫二世提出交涉。然而，波列斯瓦夫四世卻違反親自出席議會的承諾，不過由於當時腓特烈一世正忙於鞏固其對義大利王國的統治與加冕問題，因此一時無心處理東方事務。直到1157年，成為神聖羅馬帝國皇帝的腓特烈一世終於從義大利騰出手來，於是他便藉口要解決波蘭大公爭位的懸案，大舉入侵波蘭。波列斯瓦夫四世以下諸王公不敵，紛紛向皇帝請降，承認其最高權威。然而卻沒有為瓦迪斯瓦夫二世復位，只是協議讓瓦迪斯瓦夫二世的兩名兒子：長子弗次瓦夫公爵波列斯瓦夫一世及梅什科四世取回西里西亞統治權。直至1163年，波列斯瓦夫一世及梅什科四世才取回西里西亞的統治權。

## 拉齊布日公爵
梅什科四世與兄長波列斯瓦夫一世於1163年起共同統治弗羅茨瓦夫，開始時他們的勢力只有弗羅茨瓦夫，其他西里西亞的城市皆由叔父克拉科夫大公波列斯瓦夫四世統治。1165年，趁着眾叔父投身於普魯士十字軍，兩兄弟乘機取回這些城市的統治權，正式統治西里西亞。因為波列斯瓦夫一世牢牢握着統治權，梅什科四世的勢力被縮小，梅什科四世只好於1172年公開叛變，並支持波列斯瓦夫一世的長子奧波萊公爵雅羅斯拉夫發起捍衛繼承權的內戰。波蘭大公波列斯瓦夫四世為了防止神聖羅馬帝國藉機干涉波蘭事務，因此他迅速派遣梅什科三世前往馬格德堡與皇帝商議，除向皇帝致贈大量金錢外，更向皇帝承諾將會迅速解決國內的糾紛。受此內外環境影響，弗次瓦夫公爵波列斯瓦夫一世只好屈服將西里西亞領地分割為三：除由自己統治的弗次瓦夫公國，與分給長子雅羅斯拉夫的奧珀倫公國外，還另外分割了拉齊布日公國給了弟弟梅什科四世，梅什科四世成為拉齊布日公爵。
1177年，克拉科夫大公梅什科三世的長子波茲南的奧登發起叛亂。他的叛亂很快地就得到叔叔卡齊米日二世、堂兄弗次瓦夫公爵波列斯瓦夫一世與克拉科夫主教傑德科等人的支持。梅什科四世卻支持叔父梅什科三世。然而，叛軍很快地就匯集了對梅什科三世統治不滿的人們，他們很快地就將其委派統治小波蘭的亨利‧克利茨打敗，並罷去梅什科三世的波蘭大公位，由卡齊米日二世取而代之。當局勢變成梅什科四世與新任波蘭大公卡齊米日二世對抗時，卡齊米日二世將比托姆及奧斯威辛交給梅什科四世，使雙方和解，梅什科三世只好流亡海外，以謀求外力支援。
1194年5月5日，波蘭大公卡齊米日二世辭世，梅什科三世重掌小波蘭。然而，他的統治不受到小波蘭貴族的歡迎，他們反而希望將小波蘭交給卡齊米日二世的未成年長子萊謝克一世，因而再度爆發內戰。梅什科四世及其侄兒雅羅斯拉夫再一次支持梅什科三世。但是由於西里西亞的大軍遲來，梅什科三世在1195年的穆茲加瓦兵敗負傷，最終只能放棄對小波蘭的控制。萊謝克一世成為波蘭大公。
1201年3月，雅羅斯拉夫去世，奧波萊公國交回父親波列斯瓦夫一世。九個月後，波列斯瓦夫一世亦逝世，他將奧波萊公國及弗羅茨瓦夫公國交給兒子亨里克一世，梅什科四世於1202年發動突襲，取去奧波萊公國。亨里克一世在教會干預下才勉強維持弗羅茨瓦夫公國。

## 克拉科夫大公
1210年，教宗諾森三世絕罰了波蘭大公瓦迪斯瓦夫三世及其對手萊謝克一世，只有西里西亞公爵亨里克一世不在絕罰名單中。當時波蘭局勢動盪，格涅茲諾總主教因此召開教會會議商討。正當眾人在教會會議商討時，梅什科四世不單不參與會議，並趁機帶兵攻入克拉科夫，並在無抵抗的情況下成為克拉科夫大公。可惜一年後，梅什科四世於1211年5月16日逝世，葬於克拉科夫主教座堂。在梅什科四世逝世後，萊謝克一世才能順利回到克拉科夫成為新任波蘭大公。梅什科四世的長子卡齊米日一世繼承父親留下的奧波萊公國及拉齊布日公國。